# Antigenul H
Cunoscut și ca substanță H, antigenul H este un precursor al fiecăruia dintre antigenele grupului sanguin ABO, aparent prezent la toate persoanele, cu excepția celor cu fenotipul Bombay Blood (vezi grupa sanguină hh). Gena responsabilă pentru producerea antigenului H este FUT1, situată pe al 19-lea cromozom la om.
- Antigenul de histocompatibilitate, un factor major în respingerea grefei. Chiar și atunci când genotipul complexului major de histocompatibilitate se potrivește perfect, poate provoca respingerea lentă a unei grefe.[2]
  - antigenele H majore „codifică molecule care prezintă peptide străine celulelor T”[2]
  - antigenele H minore „prezintă autopeptide polimorfe celulelor T”.[2] Include, de exemplu, antigenul HY
- un antigen flagelar bacterian[3]